# Deutsch-Luxemburgischer Naturpark

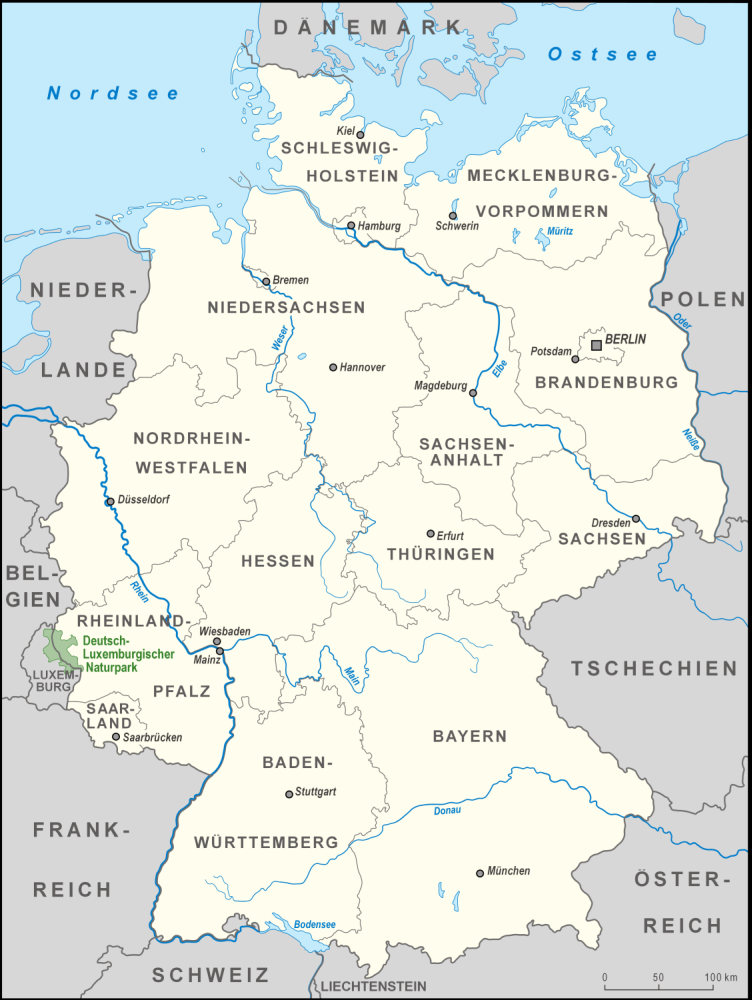
Lage des Deutsch-Luxemburgischen Naturparks

Der deutsch-luxemburgische Naturpark ist ein grenzüberschreitender Naturpark, der am 17. April 1964 durch einen Staatsvertrag zwischen dem Land Rheinland-Pfalz und dem Großherzogtum Luxemburg errichtet wurde. Damit war er der erste grenzüberschreitende Naturpark in Westeuropa.
Der Naturpark hat eine Fläche von etwa 789 km²; davon liegen rund 357 km² in Luxemburg und circa 432 km² in Rheinland-Pfalz in der Südeifel. Er umfasst Teile der Eifel beiderseits von Sauer und Our. Nördlich schließt sich der Deutsch-Belgische Naturpark Hohes Venn-Eifel an.
Für die deutsche Seite des Naturparks steht synonym der Naturpark Südeifel. Er wurde bereits 1958 in seinen ursprünglichen Grenzen definiert und ist der drittälteste deutsche Naturpark.
Auf luxemburgischer Seite gibt es kein exaktes Naturparkpendant, vielmehr überlappen sich hier der bestehende Naturpark Our, die Luxemburger Schweiz bei Echternach und weitere, noch entsprechend zu entwickelnde Gebiete.
Die nationalen Naturparks arbeiten im Rahmen von INTERREG-Projekten zusammen, beispielsweise im „Projekt Nat’OUR“ zur Renaturierung der Our.
Institutionell getragen wird der Naturpark von der „Vereinigung Deutsch-Luxemburgischer Naturpark“, deren Geschäftsstelle beim Verein Naturpark Südeifel – Trägerorganisation des Naturparks Südeifel – untergebracht ist. Die Naturparkverwaltung ist seit Mitte 2006 in den Gebäuden der Verbandsgemeindeverwaltung Irrel angesiedelt.
Zu den Sehenswürdigkeiten des Naturparks zählt neben seiner Landschaft das Europadenkmal am Dreiländereck Belgien–Deutschland–Luxemburg.